# José Juan Barea
José Juan Barea, né le 26 juin 1984 à Mayagüez (Porto Rico), est un joueur portoricain de basket-ball. Il évolue au poste de meneur.

## Débuts
José Juan Barea est né et a grandi à Mayagüez, à Porto Rico. À l’âge de 17 ans, il décide de déménager à Miami, en Floride, afin de prendre part à un échange scolaire. Il rejoint ensuite la Miami Christian School et son équipe de basketball, les « Miami Tropics ». Durant cette saison, Barea obtient une moyenne de 24,8 points par match. Il est sélectionné dans l’équipe All-State de Floride et est nommé Joueur de l’année.

## Carrière universitaire
Barea a étudié durant quatre ans à l’université du Nord-Est (de 2002 à 2006), située à Boston, où il intègre l’équipe des Huskies. Le championnat dans lequel il évolue est la NCAA (National Collegiate Athletic Association) : elle oppose les équipes des universités de tous les États-Unis, réparties en trois divisions. Il obtient une moyenne de 20,3 points par match et 6,4 passes décisives sur les quatre saisons. En  2005 et 2006, il fait partie des finalistes concourant pour le Bob Cousy Award, récompense accordée au meilleur meneur du pays. Il termine également second meilleur marqueur de l’histoire de l’université derrière Reggie Lewis, joueur des Celtics de Boston des années 1980.

### Statistiques en NCAA
| Saison    | Équipe       | Matchs | Titul. | Min./m | % Tir | % 3pts | % LF | Rbds/m. | Pass/m. | Int/m. | Ctr/m. | Pts/m. |
| --------- | ------------ | ------ | ------ | ------ | ----- | ------ | ---- | ------- | ------- | ------ | ------ | ------ |
| 2002-2003 | Northeastern | 28     | 28     | 32,2   | 40,7  | 31,6   | 78,5 | 3,0     | 3,9     | 1,6    | -      | 17,0   |
| 2003-2004 | Northeastern | 26     | 25     | 34,2   | 38,5  | 35,8   | 71,9 | 3,6     | 5,8     | 1,7    | -      | 20,7   |
| 2004-2005 | Northeastern | 30     | 30     | 33,2   | 41,9  | 32,1   | 78,4 | 4,3     | 7,3     | 1,8    | -      | 22,2   |
| 2005-2006 | Northeastern | 29     | 29     | 33,6   | 40,0  | 29,1   | 76,4 | 4,4     | 8,4     | 1,3    | -      | 21,0   |
| Carrière  | Carrière     | 113    | 112    | 33,3   | 40,4  | 32,1   | 76,4 | 3,9     | 6,4     | 1,6    | -      | 20,3   |

## Carrière professionnelle

### BSN (Porto Rico): 2001 et 2006
Barea commence sa carrière professionnelle à l’âge de 17 ans en 2001, dans la BSN (Baloncesto Superior Nacional de Puerto Rico), ligue nationale de basketball portoricaine, au sein de l’équipe des Indios de Mayagüez. En parallèle avec son implication à Miami, il joue 13 matchs, avec une moyenne de 2,1 points par match. En 2002, il rejoue 14 matchs dans cette même équipe et obtient une moyenne de 2,8 points par match. C’est là qu’il décide de s’inscrire à l’Université Northeastern.
En 2006, après avoir fini ses études universitaires, Barea s’engage de nouveau dans la BSN, avec l’équipe des Cangrejeros de Santurce. Il joue 9 matchs avec une moyenne de 10,4 points, 2,7 passes décisives et 2,8 rebonds.

#### Statistiques en BSN
| Saison   | Équipe   | Matchs | Titul. | Min./m | % Tir | % 3pts | % LF | Rbds/m. | Pass/m. | Int/m. | Ctr/m. | Pts/m. |
| -------- | -------- | ------ | ------ | ------ | ----- | ------ | ---- | ------- | ------- | ------ | ------ | ------ |
| 2001     | Mayagüez | 13     | 44,0   | 62,5   | 50,0  | 0,3    | 0,5  | 2,1     | -       | -      | -      | -      |
| 2002     | Mayagüez | 14     | 46,7   | 22,2   | 75,0  | 0,8    | 0,8  | 2,8     | -       | -      | -      | -      |
| 2006     | Santurce | 9      | 52,6   | 23,1   | 75,9  | 2,8    | 2,7  | 10,4    | -       | -      | -      | -      |
| Carrière | Carrière | 36     | 46,0   | 30,2   | .73,3 | 1,1    | 1,1  | 4,4     | -       | -      | -      | -      |

### NBA (États-Unis): 2006-2020

#### Mavericks de Dallas: 2006-2011

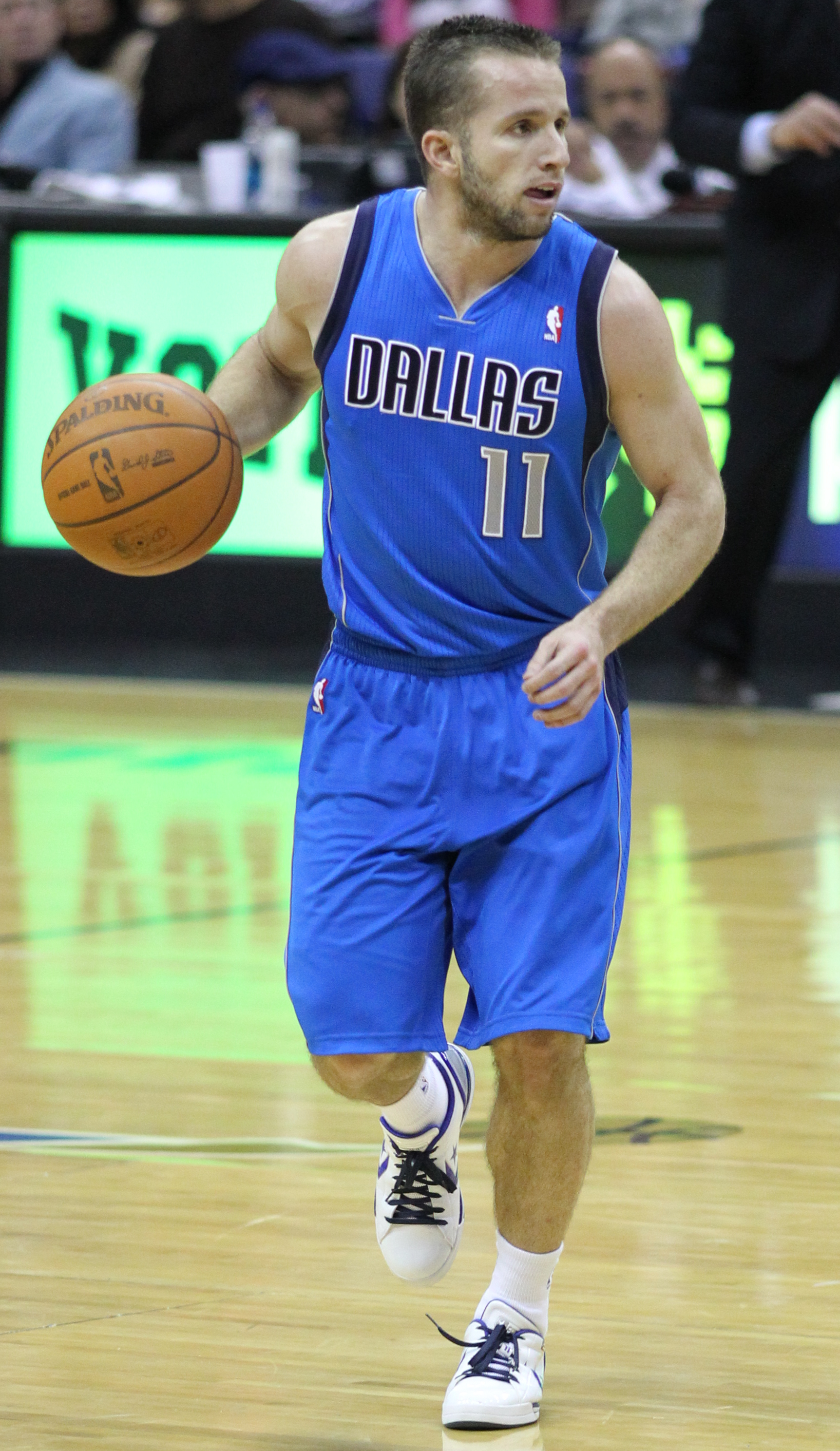
José Juan Barea en février 2011.

Les bonnes performances qu’il réalise dans le championnat universitaire de la NCAA l’encouragent à s’inscrire à la draft 2006 de la NBA (bourse aux joueurs représentant le point d'entrée principal pour la majorité des sportifs de NBA) qui a lieu au mois de juin. Son profil sur DraftExpress.com en témoigne : il est valorisé comme étant un excellent rebondeur pour sa taille (1,83 m, alors que la plupart des joueurs NBA mesurent en moyenne 2m), un bon tireur et, surtout, un meneur intuitif qui s’applique dans ses passes.
Toutefois, la NBA (National Basketball Association), principale ligue de basket-ball nord-américaine, ne le sélectionne pas parmi les 60 joueurs retenus. Barea a encore une chance de faire partie de ce championnat : obtenir un contrat en tant qu’agent libre. Afin d’être remarqué par les recruteurs, il participe à deux compétitions hors-saison de la ligue : la NBA Summer League, avec l’équipe des Warriors de Golden State et la Rocky Mountain Revue, avec l’équipe des Mavericks de Dallas.
Il est récompensé puisqu’il obtient un contrat officiel d’un an avec les Mavericks le 30 octobre 2006. La franchise lui accorde un salaire de 400 000 dollars (environ 308 000 euros) pour la saison 2006-2007, au titre de meneur remplaçant. Barea devient alors le septième Portoricain à jouer en NBA.
Le 17 janvier 2007, il est renvoyé en NBDL (NBA Development League), championnat secondaire, où il joue sept matchs avant d’être rappelé en NBA le 1er février. Barea est le premier joueur NBA à être nommé « D-League Performer of the Week ».
Peu à peu, le portoricain s’affirme et devient un atout dans l’équipe. En 2008, au début de la saison, il se révèle notamment grâce à un panier à 3 points décisif face aux Clippers de Los Angeles et un match à 18 points face aux Suns de Phoenix. Cela lui vaut une double figuration dans le Top 5 de la chaîne NBA TV. L’ascension continue en 2009, avec une augmentation de son temps de jeu, notamment aux dépens de son coéquipier Rodrigue Beaubois.
2011 est l’année du sacre : Barea se montre décisif tout au long de play-offs, notamment lors de la série contre les Lakers de Los Angeles. En finale face au Heat de Miami, il se révèle même comme un des principaux protagonistes de la victoire, grâce notamment à sa vitesse et son dribble en pénétration.

#### Timberwolves du Minnesota: 2011-2014
À la suite de sa victoire de championnat à Dallas, JJ Barea se retrouve agent libre. Après de multiples délibérations, il signe un contrat de quatre ans avec les Timberwolves du Minnesota, d’un montant de 19 millions de dollars (environ 14 600 000 euros),.
Au sein de cette nouvelle franchise, Barea sait se montrer efficace sur le terrain malgré ses blessures temporaires. En effet, durant la saison actuelle, les principales stars de l’équipe ont été blessées (Ricky Rubio, Kevin Love ou encore Andreï Kirilenko). Le Portoricain se démène sur le terrain pour arracher les victoires, notamment contre le Thunder d’Oklahoma City en décembre 2012,.

#### Retour à Dallas: 2014-2020
Le 30 octobre 2014, il fait son retour chez les Mavericks de Dallas. Le lendemain, pour son premier match de retour avec Dallas, Barea reçoit une ovation du public de l'American Airlines Center lors de son entrée en jeu durant le premier quart-temps ; il termine la rencontre avec 4 points, 4 rebonds et 3 passes décisives dans la victoire des siens 120 à 102 contre le Jazz de l'Utah. Le 11 février 2015, Barea réalise son meilleur match de la saison 2014-2015 en marquant 22 points (à 8 sur 15 aux tirs) dans la victoire 87 à 82 contre le Jazz de l'Utah.
Le 6 juillet 2015, il resigne à Dallas pour deux ans et 5,6 millions de dollars. Le 23 décembre 2015, Barea réalise son meilleur match en carrière en marquant 32 points (à 13 sur 20 aux tirs) lors de la victoire 119 à 118 après prolongation contre les Nets de Brooklyn. Trois jours plus tard, il marque sept paniers à trois points (son record en carrière) et termine la rencontre avec 26 points dans la victoire 118 à 111 contre les Bulls de Chicago. Le 30 mars 2016, il marque 26 points et met un lay-up décisif à 49,9 secondes de la fin du match ce qui permet aux Mavericks de battre les Knicks de New York 91 à 89. Le 4 avril, il est nommé joueur de la semaine de la conférence Ouest durant laquelle il a des moyennes de 23,5 points, 3,0 rebonds et 6,8 passes décisives. Le 6 avril, il aide les Mavericks à remporter leur cinquième match consécutif et termine meilleur marqueur de la rencontre avec 27 points auxquels il ajoute 8 passes décisives dans la victoire 88 à 86 contre les Rockets de Houston. Titularisé au poste de meneur depuis quelques matches à la suite de la mise à l'écart de Deron Williams, Barea se blesse le 8 avril, à l'aine droite qui le contraint de quitter le match contre les Grizzlies de Memphis après seulement huit minutes de jeu. La blessure à l'aine continue de le gêner jusqu’à la fin de la saison régulière et au premier tour des playoffs NBA 2016 contre le Thunder d'Oklahoma City.
Le 26 octobre 2016, pour le premier match de la saison 2016-2017, Barea marque 22 points mais s'incline 130 à 121 après prolongation chez les Pacers de l'Indiana. Le 19 décembre 2016, il revient sur les parquet après avoir manqué un mois de compétition en raison d'une blessure au mollet droit ; il termine la rencontre avec 11 points en 13 minutes contre les Nuggets de Denver. En janvier 2017, il retourne à l'infirmerie après une rechute de sa blessure au mollet gauche. Le 10 mars 2017, après avoir raté vingt matches en raison d'une blessure au mollet gauche, il revient sur les parquets et termine la rencontre avec neuf points et trois passes décisives en 14 minutes dans la victoire 105 à 96 contre les Nets de Brooklyn.
Le 24 février 2018, lors de la défaite 97 à 90 au Jazz de l'Utah, Barea marque son 500e panier à trois points avec Dallas, devenant le huitième joueur à atteindre ce palier avec l'équipe. Le 22 mars 2018, il réalise son meilleur match de la saison avec 23 points dans la défaite 119 à 112 au Jazz de l'Utah. Ce match était le 567e de Barea sous le maillot des Mavericks, dépassant Mark Aguirre à la huitième place des joueurs ayant participé au plus grand nombre de matches avec les Mavericks. Le 13 juin 2018, il reçoit le J. Walter Kennedy Citizenship Award pour ses actions envers des communautés dans le besoin.
Le 11 janvier 2019, Barea souffre d'une déchirure du tendon d'Achille droit contre les Timberwolves du Minnesota. Trois jours plus tard, il se fait opérer et met un terme à sa saison 2018-2019.
Le 1er juillet 2019, il signe un nouveau contrat d'un an avec les Mavericks pour le minimum vétéran. En novembre 2020, le Portoricain re-signe à nouveau avec les Mavs pour 2,6 millions de dollars mais le contrat est rompu en décembre,.

### Carrière en Europe
En janvier 2021, JJ Barea rejoint l'Estudiantes Madrid jusqu'à la fin de la saison en cours.

## Carrière internationale
Jose Juan Barea commence sa carrière internationale dans l’équipe nationale de Porto Rico des moins de 19 ans, puis dans celle des moins de 21 ans au sein du Centrobasket. Il obtient de nombreux titres, notamment celui de meilleur joueur (MVP).
En juillet 2006, Barea entre dans l’équipe sénior nationale et participe aux Jeux d'Amérique centrale et des Caraïbes. Porto Rico remporte la médaille d’or et il est à nouveau désigné meilleur joueur de la compétition. En 2008 et 2010, il participe également à la victoire de la médaille d’or par son pays au Centrobasket.
En août 2011, le Portoricain s’engage dans le tournoi préolympique la zone Amériques sous les couleurs de Porto Rico. Il déclare : «  Je veux aider Porto Rico à se qualifier pour les jeux olympiques de Londres et jouer pour la première fois les JO ». L’équipe se fait éliminer en demi-finale par l’Argentine de Manu Ginobili, alors que Barea inscrit 20 points.

## Palmarès

### NBA
- Champion NBA avec les Mavericks de Dallas en 2011.
- Champion de la Conférence Ouest NBA avec les Mavericks de Dallas en 2011.
- Champion de la Division Sud-Ouest en 2010 avec les Mavericks de Dallas.

### Sélection nationale
- Médaille d’or aux Jeux d'Amérique centrale et des Caraïbes avec l’équipe nationale de Porto Rico en 2006 et 2010.

## Statistiques
Légende :
| Champion NBA |

gras = ses meilleures performances

### Saison régulière
| Saison    | Équipe    | Matchs | Titul. | Min./m | % Tir | % 3pts | % LF | Rbds/m. | Pass/m. | Int/m. | Ctr/m. | Pts/m. |
| --------- | --------- | ------ | ------ | ------ | ----- | ------ | ---- | ------- | ------- | ------ | ------ | ------ |
| 2006-2007 | Dallas    | 33     | 1      | 5,8    | 35,9  | 28,6   | 66,7 | 0,76    | 0,73    | 0,03   | 0,03   | 2,36   |
| 2007-2008 | Dallas    | 44     | 9      | 10,5   | 41,8  | 38,9   | 80,0 | 1,07    | 1,32    | 0,32   | 0,02   | 4,34   |
| 2008-2009 | Dallas    | 79     | 15     | 20,3   | 44,2  | 35,7   | 75,3 | 2,24    | 3,41    | 0,47   | 0,06   | 7,81   |
| 2009-2010 | Dallas    | 78     | 18     | 19,8   | 44,0  | 35,7   | 84,4 | 1,87    | 3,31    | 0,45   | 0,08   | 7,64   |
| 2010-2011 | Dallas    | 81     | 2      | 20,6   | 43,9  | 34,9   | 84,7 | 1,96    | 3,91    | 0,37   | 0,01   | 9,49   |
| 2011-2012 | Minnesota | 41     | 11     | 25,2   | 40,0  | 37,1   | 77,6 | 2,78    | 5,66    | 0,51   | 0,00   | 11,29  |
| 2012-2013 | Minnesota | 74     | 2      | 23,1   | 41,7  | 34,6   | 78,4 | 2,80    | 3,97    | 0,43   | 0,00   | 11,27  |
| 2013-2014 | Minnesota | 79     | 1      | 18,6   | 38,7  | 31,6   | 79,0 | 1,95    | 3,84    | 0,33   | 0,00   | 8,35   |
| 2014-2015 | Dallas    | 77     | 10     | 17,7   | 42,0  | 32,3   | 80,9 | 1,74    | 3,42    | 0,43   | 0,01   | 7,53   |
| 2015-2016 | Dallas    | 74     | 16     | 22,5   | 44,6  | 38,5   | 77,1 | 2,05    | 4,08    | 0,35   | 0,03   | 10,92  |
| 2016-2017 | Dallas    | 35     | 6      | 22,0   | 41,4  | 35,8   | 86,3 | 2,40    | 5,51    | 0,40   | 0,03   | 10,89  |
| 2017-2018 | Dallas    | 69     | 11     | 23,2   | 43,9  | 36,7   | 78,4 | 2,91    | 6,29    | 0,51   | 0,04   | 11,61  |
| 2018-2019 | Dallas    | 38     | 0      | 19,8   | 41,8  | 29,7   | 70,5 | 2,50    | 5,55    | 0,58   | 0,03   | 10,92  |
| 2019-2020 | Dallas    | 26     | 4      | 15,0   | 41,3  | 38,2   | 94,4 | 1,85    | 3,81    | 0,15   | 0,08   | 7,46   |
| Carrière  | Carrière  | 828    | 106    | 19,6   | 42,4  | 35,2   | 79,4 | 2,11    | 3,93    | 0,40   | 0,03   | 8,92   |

Mise à jour le 12 mars 2020

### Playoffs
| Saison   | Équipe   | Matchs | Titul. | Min./m | % Tir | % 3pts | % LF  | Rbds/m. | Pass/m. | Int/m. | Ctr/m. | Pts/m. |
| -------- | -------- | ------ | ------ | ------ | ----- | ------ | ----- | ------- | ------- | ------ | ------ | ------ |
| 2007     | Dallas   | 2      | 0      | 1,8    | 0,0   | 0,0    | 0,0   | 0,00    | 0,00    | 0,00   | 0,00   | 0,00   |
| 2008     | Dallas   | 1      | 0      | 5,2    | 75,0  | 100,0  | 0,0   | 0,00    | 1,00    | 0,00   | 0,00   | 8,00   |
| 2009     | Dallas   | 10     | 4      | 22,1   | 43,7  | 31,2   | 69,2  | 2,00    | 3,40    | 0,30   | 0,00   | 7,60   |
| 2010     | Dallas   | 6      | 0      | 17,4   | 40,5  | 40,0   | 33,3  | 2,00    | 2,50    | 0,33   | 0,17   | 5,83   |
| 2011     | Dallas   | 21     | 3      | 18,6   | 41,9  | 32,0   | 79,4  | 1,86    | 3,38    | 0,29   | 0,00   | 8,90   |
| 2015     | Dallas   | 5      | 2      | 30,7   | 43,9  | 25,0   | 83,3  | 4,80    | 7,40    | 0,80   | 0,00   | 11,80  |
| 2016     | Dallas   | 4      | 2      | 25,1   | 32,4  | 12,5   | 100,0 | 1,50    | 5,00    | 0,00   | 0,00   | 6,25   |
| Carrière | Carrière | 49     | 11     | 20,0   | 41,9  | 31,4   | 73,3  | 2,06    | 3,63    | 0,31   | 0,02   | 7,96   |

## Records sur une rencontre en NBA
Les records personnels de José Juan Barea en NBA sont les suivants, :
| Type de statistique        | Saison régulière | Saison régulière           | Saison régulière | Playoffs | Playoffs                | Playoffs      |
| Type de statistique        | Record           | Adversaire                 | Date             | Record   | Adversaire              | Date          |
| -------------------------- | ---------------- | -------------------------- | ---------------- | -------- | ----------------------- | ------------- |
| Points                     | 32               | @ Nets de Brooklyn         | 23 décembre 2015 | 22       | Lakers de Los Angeles   | 8 mai 2011    |
| Paniers marqués            | 13               | 2 fois                     | 2 fois           | 9        | Lakers de Los Angeles   | 8 mai 2011    |
| Paniers tentés             | 23               | @ Pistons de Détroit       | 1er avril 2016   | 15       | Rockets de Houston      | 26 avril 2015 |
| Paniers à 3 points réussis | 7                | Bulls de Chicago           | 26 décembre 2015 | 4        | Heat de Miami           | 9 juin 2011   |
| Paniers à 3 points tentés  | 11               | @ Grizzlies de Memphis     | 31 mars 2017     | 6        | Rockets de Houston      | 26 avril 2015 |
| Lancers francs réussis     | 9                | @ Jazz de l'Utah           | 12 avril 2013    | 4        | @ Lakers de Los Angeles | 4 mai 2011    |
| Lancers francs tentés      | 10               | 2 fois                     | 2 fois           | 4        | 5 fois                  | 5 fois        |
| Rebonds offensifs          | 5                | @ Warriors de Golden State | 17 avril 2007    | 2        | 3 fois                  | 3 fois        |
| Rebonds défensifs          | 9                | @ Thunder d'Oklahoma City  | 23 mars 2012     | 6        | @ Rockets de Houston    | 28 avril 2015 |
| Rebonds totaux             | 10               | 2 fois                     | 2 fois           | 6        | 3 fois                  | 3 fois        |
| Passes décisives           | 15               | @ Nuggets de Denver        | 11 avril 2012    | 13       | Rockets de Houston      | 26 avril 2015 |
| Interceptions              | 4                | 2 fois                     | 2 fois           | 2        | 2 fois                  | 2 fois        |
| Contres                    | 1                | 24 fois                    | 24 fois          | 1        | @ Spurs de San Antonio  | 29 avril 2010 |
| Balles perdues             | 7                | 3 fois                     | 3 fois           | 5        | 2 fois                  | 2 fois        |
| Minutes jouées             | 48               | Warriors de Golden State   | 22 avril 2012    | 37       | @ Rockets de Houston    | 28 avril 2015 |

- Double-double : 25 (dont 1 en playoffs)
- Triple-double : 1

## Salaires
| Année       | Équipe                    | Salaire      |
| ----------- | ------------------------- | ------------ |
| 2006-2007   | Mavericks de Dallas       | 412 718 $    |
| 2007-2008   | Mavericks de Dallas       | 687 456 $    |
| 2008-2009   | Mavericks de Dallas       | 1 500 000 $  |
| 2009-2010   | Mavericks de Dallas       | 1 657 500 $  |
| 2010-2011   | Mavericks de Dallas       | 1 815 000 $  |
| 2011-2012   | Timberwolves du Minnesota | 4 300 000 $  |
| 2012-2013   | Timberwolves du Minnesota | 4 493 500 $  |
| 2013-2014   | Timberwolves du Minnesota | 4 687 000 $  |
| 2014-2015   | Mavericks de Dallas       | 1 310 286 $  |
| 2015-2016   | Mavericks de Dallas       | 4 000 000 $  |
| 2016-2017   | Mavericks de Dallas       | 4 096 950 $  |
| 2017-2018   | Mavericks de Dallas       | 3 903 900 $  |
| 2018-2019   | Mavericks de Dallas       | 3 710 850 $  |
| 2019-2020   | Mavericks de Dallas       | 2 564 753 $  |
| Total Gains | Total Gains               | 39 139 913 $ |